# Elecciones Constituyentes de Uruguay de 1916
El 30 de julio de 1916 se realizaron las elecciones a la asamblea constituyente de Uruguay. El Partido Nacional emergió como el partido más grande, ganando 98 de los 210 constituyentes.

## Resultados
| Partido                          | Votos   | %      | Constituyentes obtenidos |
| -------------------------------- | ------- | ------ | ------------------------ |
| Partido Nacional                 | 67.097  | 46.35  | 98                       |
| Partido Colorado                 | 59.785  | 41.32  | 87                       |
| Partido General Fructuoso Rivera | 14.387  | 9.93   | 21                       |
| Partido Socialista               | 1.892   | 1.36   | 2                        |
| Unión Cívica                     | 1.590   | 1.09   | 2                        |
| Total                            | 144.751 | 100.00 | 210                      |
| Votantes Registrados             | 223,020 | -      |                          |
| Fuente: Instituto Factum         |         |        |                          |